# Eleccions legislatives dels Estats Units de 2018
Les eleccions legislatives dels Estats Units de 2018 se celebraren el 6 de novembre del 2018. Són les anomenades eleccions de mig mandat (mid-term elections, en anglès) perquè se celebren quan fa dos anys que el president ha guanyat les eleccions presidencials. La cita electoral coincidí amb el mandat de Donald Trump. S'elegiren els 435 escons de la Cambra de Representants i 35 dels 100 escons del Senat. També s'elegiren els governadors de 36 estats i algunes cambres legislatives estatals. A més, es votaren prop de 300 batlles, i s'organitzen diversos referèndums locals.
El Partit Demòcrata aconseguí controlar la Cambra de Representants, mentre que el Partit Republicà amplià la majoria al Senat.

## Referèndums
Coincidint amb les eleccions legislatives, es votaren en referèndum més de 150 iniciatives populars, la majoria progressistes, en diversos estats. A Florida votaren sobre restituir el dret de vot a un milió i mig de persones condemnades per diversos delictes i amb les sentències complertes. Ohio votà una mesura per a reduir la població carcerària disminuint les penes per a crims menors relacionats amb les drogues. Els votants de Florida també decidiren sobre una normativa que demana una majoria de dos terços al parlament estatal per a aprovar nous impostos o augmentar els existents. A Arizona, Carolina del Nord i Oregon també es votaren mesures contra els impostos, mentre que a Colorado, Montana, Oklahoma, Dakota del Sud i Utah es plantejaren si augmentar les taxes de l'ensenyament.
Massachusetts fou el primer estat que plantejà un referèndum per a retirar mesures de protecció contra la discriminació dels transgèneres, mentre que Dakota del Nord i Michigan decidien si legalitzaven la marihuana per a finalitats recreatives. Pel que fa a l'avortament, Virgínia de l'Oest i Alabama posaren sobre la taula modificar les constitucions estatals per a anul·lar el dret de les dones d'avortar.

## Resultats
| Alabama              | Rep                    | Rep                    | Partit                 | Rep 6–1                | Rep                      | Rep                      | Partit                   | Rep 6–1                  |  |  |
| Alaska               | Ind                    | Partit                 | Rep                    | Rep 1–0                | Rep                      | Rep                      | Rep                      | Rep 1–0                  |  |  |
| Arizona              | Rep                    | Rep                    | Rep                    | Rep 5–4                | Rep                      | Rep                      |                          | Dem 5–4                  |  |  |
| Arkansas             | Rep                    | Rep                    | Rep                    | Rep 4–0                | Rep                      | Rep                      | Rep                      | Rep 4–0                  |  |  |
| Califòrnia           | Dem                    | Dem                    | Dem                    | Dem 39–14              | Dem                      | Dem                      | Dem                      |                          |  |  |
| Colorado             | Dem                    | Partit                 | Partit                 | Rep 4–3                | Dem                      | Dem                      | Partit                   | Dem 4–3                  |  |  |
| Connecticut          | Dem                    | Partit                 | Dem                    | Dem 5–0                | Dem                      | Dem                      | Dem                      | Dem 5–0                  |  |  |
| Delaware             | Dem                    | Dem                    | Dem                    | Dem 1–0                | Dem                      | Dem                      | Dem                      | Dem 1–0                  |  |  |
| Florida              | Rep                    | Rep                    | Partit                 | Rep 15–11              | Rep                      | Rep                      |                          | Rep 14–13                |  |  |
| Geòrgia              | Rep                    | Rep                    | Rep                    | Rep 10–4               |                          | Rep                      | Rep                      |                          |  |  |
| Hawaii               | Dem                    | Dem                    | Dem                    | Dem 2–0                | Dem                      | Dem                      | Dem                      | Dem 2–0                  |  |  |
| Idaho                | Rep                    | Rep                    | Rep                    | Rep 2–0                | Rep                      | Rep                      | Rep                      | Rep 2–0                  |  |  |
| Illinois             | Rep                    | Dem                    | Dem                    | Dem 11–7               | Dem                      | Dem                      | Dem                      | Dem 13–5                 |  |  |
| Indiana              | Rep                    | Rep                    | Partit                 | Rep 7–2                | Rep                      | Rep                      | Rep                      | Rep 7–2                  |  |  |
| Iowa                 | Rep                    | Rep                    | Rep                    | Rep 3–1                | Rep                      | Rep                      | Rep                      | Dem 3–1                  |  |  |
| Kansas               | Rep                    | Rep                    | Rep                    | Rep 4–0                | Dem                      | Rep                      | Rep                      | Rep 3–1                  |  |  |
| Kentucky             | Rep                    | Rep                    | Rep                    | Rep 5–1                | Rep                      | Rep                      | Rep                      | Rep 5–1                  |  |  |
| Louisiana            | Dem                    | Rep                    | Rep                    | Rep 5–1                | Dem                      | Rep                      | Rep                      | Rep 5–1                  |  |  |
| Maine                | Rep                    | Partit                 | Partit R/I             | Partit 1–1             | Dem                      | Dem                      | Partit R/I               |                          |  |  |
| Maryland             | Rep                    | Dem                    | Dem                    | Dem 7–1                | Rep                      | Dem                      | Dem                      | Dem 7–1                  |  |  |
| Massachusetts        | Rep                    | Dem                    | Dem                    | Dem 9–0                | Rep                      | Dem                      | Dem                      | Dem 9–0                  |  |  |
| Michigan             | Rep                    | Rep                    | Dem                    | Rep 9–4                | Dem                      | Rep                      | Dem                      | Partit 7–7               |  |  |
| Minnesota            | Dem                    | Rep                    | Dem                    | Dem 5–3                | Dem                      | Partit                   | Dem                      | Dem 5–3                  |  |  |
| Mississipi           | Rep                    | Rep                    | Rep                    | Rep 3–1                | Rep                      | Rep                      |                          | Rep 3–1                  |  |  |
| Missouri             | Rep                    | Rep                    | Partit                 | Rep 6–2                | Rep                      | Rep                      | Rep                      | Rep 6–2                  |  |  |
| Montana              | Dem                    | Rep                    | Partit                 | Rep 1–0                | Dem                      | Rep                      | Partit                   | Rep 1–0                  |  |  |
| Nebraska             | Rep                    | NP                     | Rep                    | Rep 3–0                | Rep                      | NP                       | Rep                      | Rep 3–0                  |  |  |
| Nevada               | Rep                    | Dem                    | Partit                 | Dem 3–1                | Dem                      | Dem                      | Dem                      | Dem 3–1                  |  |  |
| Nou Hampshire        | Rep                    | Rep                    | Dem                    | Dem 2–0                | Rep                      | Dem                      | Dem                      | Dem 2–0                  |  |  |
| Nova Jersey          | Dem                    | Dem                    | Dem                    | Dem 7–5                | Dem                      | Dem                      | Dem                      |                          |  |  |
| Nou Mèxic            | Rep                    | Dem                    | Dem                    | Dem 2–1                | Dem                      | Dem                      | Dem                      | Dem 3–0                  |  |  |
| Nova York            | Dem                    | Partit                 | Dem                    | Dem 17–9               | Dem                      | Dem                      | Dem                      | Dem 21–6                 |  |  |
| Carolina del Nord    | Dem                    | Rep                    | Rep                    | Rep 10–3               | Dem                      | Rep                      | Rep                      |                          |  |  |
| Dakota del Nord      | Rep                    | Rep                    | Partit                 | Rep 1–0                | Rep                      | Rep                      | Rep                      | Rep 1–0                  |  |  |
| Ohio                 | Rep                    | Rep                    | Partit                 | Rep 12–4               | Rep                      | Rep                      | Partit                   | Rep 12–4                 |  |  |
| Oklahoma             | Rep                    | Rep                    | Rep                    | Rep 4–0                | Rep                      | Rep                      | Rep                      | Rep 4–1                  |  |  |
| Oregon               | Dem                    | Dem                    | Dem                    | Dem 4–1                | Dem                      | Dem                      | Dem                      | Dem 4–1                  |  |  |
| Pennsilvània         | Dem                    | Rep                    | Partit                 | Rep 10–6               | Dem                      | Rep                      | Partit                   | Partit 9–9               |  |  |
| Rhode Island         | Dem                    | Dem                    | Dem                    | Dem 2–0                | Dem                      | Dem                      | Dem                      | Dem 2–0                  |  |  |
| Carolina del Sud     | Rep                    | Rep                    | Rep                    | Rep 6–1                | Rep                      | Rep                      | Rep                      | Rep 5–2                  |  |  |
| Dakota del Sud       | Rep                    | Rep                    | Rep                    | Rep 1–0                | Rep                      | Rep                      | Rep                      | Rep 1–0                  |  |  |
| Tennessee            | Rep                    | Rep                    | Rep                    | Rep 7–2                | Rep                      | Rep                      | Rep                      | Rep 7–2                  |  |  |
| Texas                | Rep                    | Rep                    | Rep                    | Rep 25–11              | Rep                      | Rep                      | Rep                      |                          |  |  |
| Utah                 | Rep                    | Rep                    | Rep                    | Rep 4–0                | Rep                      | Rep                      | Rep                      |                          |  |  |
| Vermont              | Rep                    | Dem                    | Partit D/I             | Dem 1–0                | Rep                      | Dem                      | Partit D/I               | Dem 1–0                  |  |  |
| Virgínia             | Dem                    | Rep                    | Dem                    | Rep 7–4                | Dem                      | Rep                      | Dem                      | Dem 7–4                  |  |  |
| Washington           | Dem                    | Dem                    | Dem                    | Dem 6–4                | Dem                      | Dem                      | Dem                      | Dem 7–3                  |  |  |
| Virgínia de l'Oest   | Rep                    | Rep                    | Partit                 | Rep 2–0                | Rep                      | Rep                      | Partit                   | Rep 3–0                  |  |  |
| Wisconsin            | Rep                    | Rep                    | Partit                 | Rep 5–3                | Dem                      | Rep                      | Partit                   | Rep 5–3                  |  |  |
| Wyoming              | Rep                    | Rep                    | Rep                    | Rep 1–0                | Rep                      | Rep                      | Rep                      | Rep 1–0                  |  |  |
| Estats Units         | N/A                    | N/A                    | Rep 51-49              | Rep 235-193            | N/A                      | N/A                      | Rep                      | Dem                      |  |  |
|                      |                        |                        |                        |                        |                          |                          |                          |                          |  |  |
| Washington D.C.      | Dem                    | Dem                    | N/D                    | Dem                    | Dem                      | Dem                      | N/D                      | Dem                      |  |  |
| Samoa Nord-americana | NP                     | NP                     | N/D                    | Rep                    | NP                       | NP                       | N/D                      | Rep                      |  |  |
| Guam                 | Rep                    | Dem                    | N/D                    | Dem                    | Dem                      | Dem                      | N/D                      | Dem                      |  |  |
| Marianes Sept.       | Rep                    | Partit                 | N/D                    | Ind                    |                          |                          | N/D                      |                          |  |  |
| Puerto Rico          | PNP/D                  | Partit                 | N/D                    | PNP/R                  | PNP/D                    | Partit                   | N/D                      | PNP/R                    |  |  |
| Illes Verges N.      | Ind                    | Dem                    | N/D                    | Dem                    | Dem                      | Dem                      | N/D                      | Dem                      |  |  |
| Estat o territori    | Governador             | Parl. estat            | Senat                  | Cambra Rep.            | Governador               | Parl. estat              | Senat                    | Cambra Rep.              |  |  |
| Estat o territori    | Abans de les eleccions | Abans de les eleccions | Abans de les eleccions | Abans de les eleccions | Després de les eleccions | Després de les eleccions | Després de les eleccions | Després de les eleccions |  |  |